# Zsolt Semjén
Zsolt Semjén (ur. 8 sierpnia 1962 w Budapeszcie) – węgierski teolog, socjolog i polityk. Parlamentarzysta, wicepremier i minister. Przewodniczący Chrześcijańsko-Demokratycznej Partii Ludowej (KDNP).

## Życiorys
Po ukończeniu szkoły średniej pracował w pierwszej połowie lat 80. w kompanii przemysłowej. Kształcił się w zakresie teologii na Katolickim Uniwersytecie Pétera Pázmánya. W 1992 ukończył także socjologię na Uniwersytecie im. Loránda Eötvösa w Budapeszcie. Zawodowo związany z budapesztańskimi uczelniami. W drugiej połowie lat 90. obronił doktorat z teologii, objął też stanowisko profesora uczelnianego.
W 1989 w okresie przemian politycznych znalazł się wśród założycieli Chrześcijańsko-Demokratycznej Partii Ludowej. Był członkiem komitetu wykonawczego i pracownikiem w Zgromadzeniu Narodowym. Od 1990 do 1994 pełnił funkcję radnego dzielnicowego. W 1994 uzyskał mandat poselski, w 1997 został wiceprzewodniczącym KDNP. Wkrótce odszedł z tej partii, przystąpił do frakcji Węgierskiego Forum Demokratycznego. W 1998 Viktor Orbán powierzył mu stanowisko sekretarza stanu ds. kościoła. W 2002 Zsolt Semjén powrócił do parlamentu z listy Fideszu i demokratów.
Wkrótce ponownie wstąpił do pozaparlamentarnej wówczas KDNP, a w 2003 został prezesem tego ugrupowania. Doprowadził do koalicji chadeków z Fideszem (przy zachowaniu odrębności organizacyjnej) i ścisłej współpracy obu ugrupowań, trwającej od 2005. W 2006, 2010, 2014, 2018 i 2022 odnawiał mandat poselski na kolejne kadencje. W drugim rządzie Viktora Orbána objął urząd wicepremiera i ministra bez teki. Pozostawał na tych stanowiskach również w tworzonych odpowiednio w 2014, 2018 i 2022 trzecim, czwartym oraz piątym gabinecie tego samego premiera. Powierzano mu odpowiedzialność m.in. za politykę narodową i sprawy kościelne.

## Odznaczenia
W 2021 odznaczony Krzyżem Komandorskim Orderu Zasługi Rzeczypospolitej Polskiej.